# إكثار خضري
الإكثار الخضري أو تكاثر نباتي (بالإنجليزية: Vegetative reproduction)‏ يشمل طرائق إكثار نباتية لا تتطلب وجود بذور، بل يتم الإكثار عن طريق الإنسان أو العوامل الطبيعية وتقوم به الأوراق والساق في النبات ويساعد ذلك وجود الغذاء المدخر لنمو البراعم. وله ثلاثة أنواع هي التعقيل التطعيم الترقيد.

## التعقيل
1- ويتم بقطع أجزاء من سوق بعض النباتات كالعنب والتين على أساس أن يحتوي كل جزء على عدة براعم تسمى بالعقل.
2- تزرع العقل في تربة رطبة دافئة أو مرقد دافئ ويكون جزء منها فوق سطح التربة.
3- بعد فترة من الزمن تنشط أجزاء العقلة في التربة مكونة جذور عرضية وتنمو البراعم مكونة فروعاً هوائية ثم تنمو مكونة نباتاً مثل الأصل (ويحدث أيضاً في نبات البطاطا).

## التطعيم
يستعمل لتحسين أشجار الفاكهة ويتم نقل قطعة من ساق نبات ما يعرف بالطُعم لتلتصق بساق نبات آخر يعرف بالأصل. يستفيد الطعم من المجموع الجذري للأصل ويستفيد الأصل من المجموع الخضري للطعم ويلزم أن يكون الطعم والأصل من نوع واحد أو جنس متقارب.

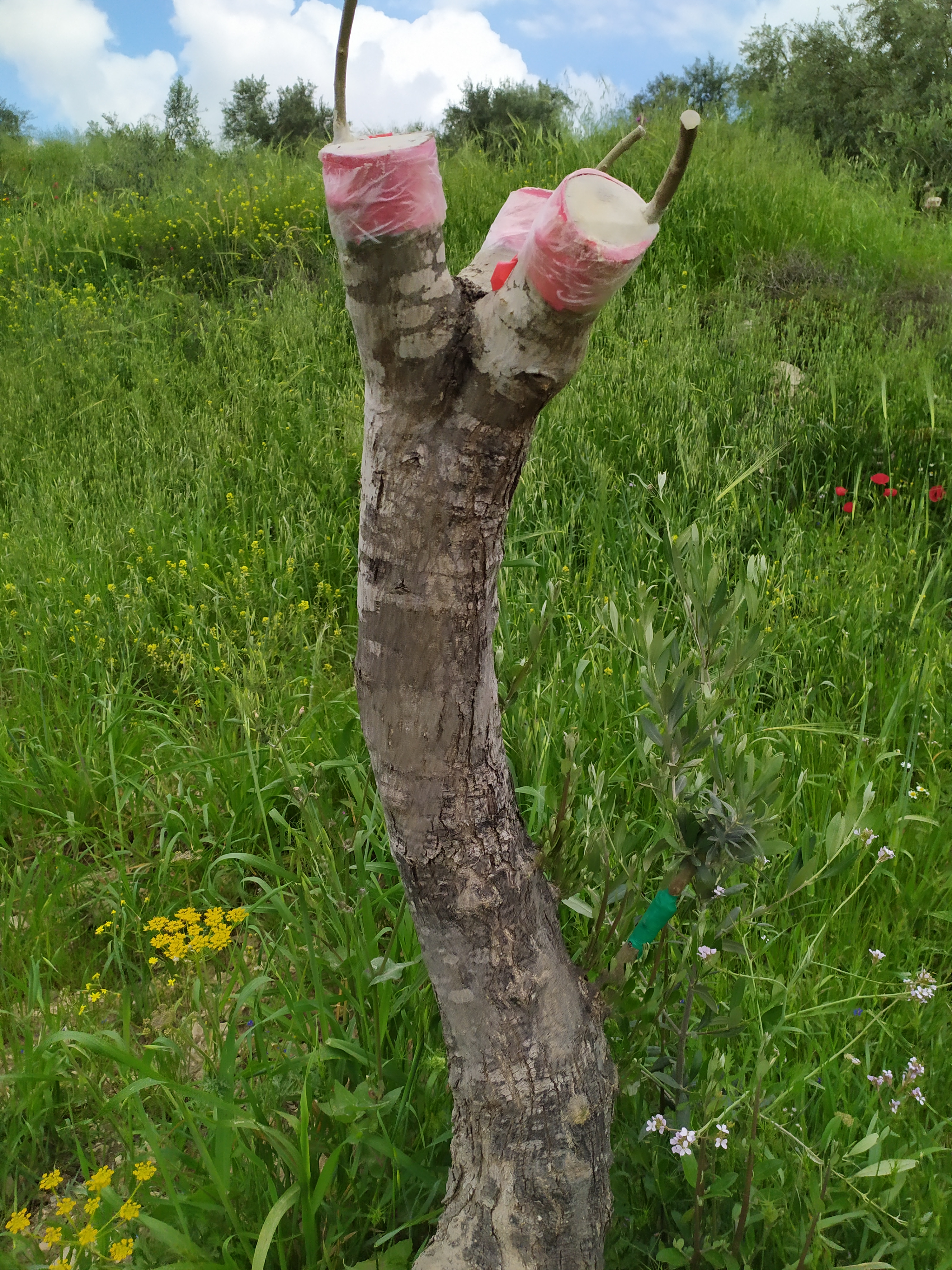
تطعيم أشجار الزيتون بالقلم

التطعيم ينقسم إلى التطعيم بالقلم والتطعيم بالبرعم.

## الترقيد
يكون بوضع ساق النبات داخل مستوعب مملوء بتراب رطب فيشجع على نمو الجذور في ذلك الجزء ويتم فصلة عن النبات الأم.